# Кровавая роза
«Кровавая роза» (англ. The Rose of Blood) — немая чёрно-белая драма 1917 года. Фильм считается утерянным.

## Сюжет
Лиза Тапенко — гувернантка в доме князя Арбасова. После смерти его жены Лиза становится любовницей хозяина, однако из-за разницы в социальном положении он отказывается жениться на ней. Вася, в прошлом любовник Лизы, предлагает девушке примкнуть к революционному движению, и она назло Арбасову соглашается и уезжает в Швейцарию, где базируется штаб революционеров.
Когда Лиза возвращается в Россию, князь уступает просьбам своего маленького сына и всё-таки берёт её в жены. Став княгиней Арбасовой, Лиза продолжает помогать своим соратникам. Она убивает правительственных чиновников, оставляя на груди своих жертв красную розу. В конце концов ей поручают убить самого Арбасова. Разрываясь между преданностью России и любовью к мужу, Лиза подрывает свой дом и погибает вместе с Арбасовым.

## Интересные факты
- Копия картины, равно как и большинство фильмов с участием Теды Бары, сгорела во время пожара на киностудии Fox Film в 1937 году.
- В Чикаго власти запретили прокат фильма, считая, что он может спровоцировать антиправительственные выступления[1].

## В ролях
- Теда Бара — Лиза Тапенко
- Чарльз Клэри — князь Арбасов
- Ричард Ордынский — Вася
- Берт Тернер — княгиня Арбасова